# Damien Brunner
Damien Brunner (* 9. März 1986) ist ein ehemaliger Schweizer Eishockeyspieler, der im Verlauf seiner aktiven Karriere zwischen 2002 und 2025 unter anderem 766 Spiele für die Kloten Flyers, den EV Zug, HC Lugano und EHC Biel in der Schweizer National League (A) auf der Position des Centers bestritten hat. Zudem absolvierte Brunner weitere 135 Partien für die Detroit Red Wings und New Jersey Devils in der National Hockey League (NHL). Seit November 2021 ist er mit der Beachvolleyballspielerin Nina Betschart verheiratet.

## Karriere

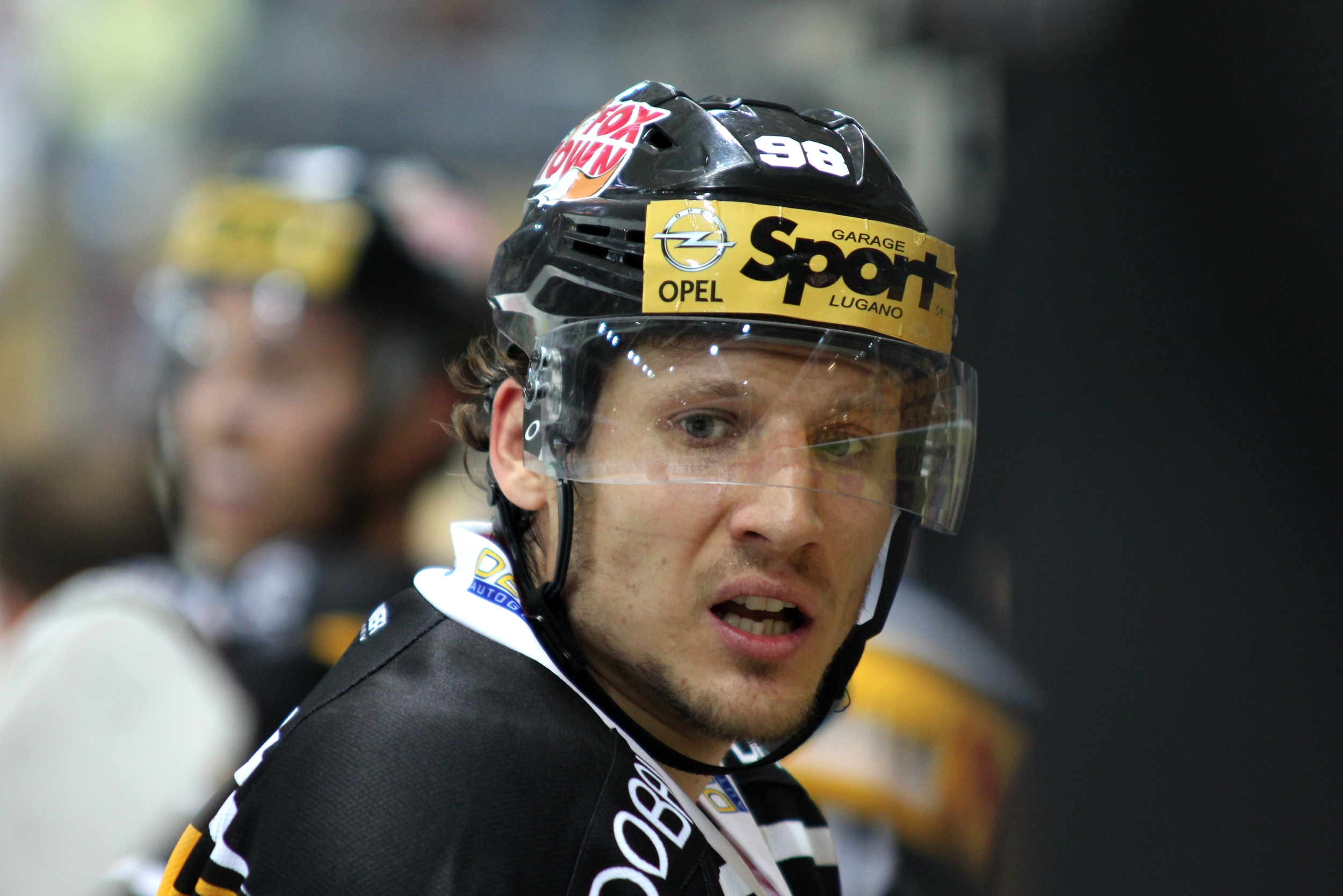
Brunner im Trikot des HC Lugano (2015)

Damien Brunner begann seine Karriere beim Nachwuchs des EHC Kloten. Zwischen 2002 und 2006 spielte er deren Elite-Junioren A. Während der Spielzeit 2005/06 kam der Stürmer zudem beim Partnerteam, dem EHC Winterthur aus der 1. Liga, zum Einsatz.  Während der folgenden Spielzeit debütierte Brunner in der Nationalliga A (NLA) bei den Kloten Flyers. Während der Saison 2008/09 wechselte er im Tausch gegen Thomas Walser zum EV Zug. In der Spielzeit 2009/10 war Brunner der viertbeste Scorer der Meisterschaft. Die Saison 2011/12 beendete der Angreifer schliesslich mit einer Punkteausbeute von 60 Zählern als erfolgreichster Punktesammler der Liga und war dadurch der erste Schweizer Akteur seit 30 Jahren, dem dies gelang. Zuvor hatte letztmals mit Guido Lindemann in der Saison 1981/82 ein Schweizer Spieler die Spielzeit als punktbester Akteur der Liga beendet.
Im Juli 2012 unterzeichnete Brunner einen Vertrag bei den Detroit Red Wings aus der National Hockey League (NHL). Für die Dauer des Lockouts in der NHL-Saison 2012/13 kehrte er jedoch zunächst erneut nach Zug zurück. Nach dem Ende des NHL-Lockouts konnte er sich bei den Red Wings sofort einen Stammplatz erkämpfen. Seinen ersten Treffer für Detroit steuerte Brunner am 22. Januar 2013 bei einer 1:2-Niederlage gegen die Dallas Stars bei. Am 24. Februar 2013 beim 8:3-Sieg gegen die Vancouver Canucks konnte sich Brunner als erster Schweizer vier Scorerpunkte in einem NHL-Spiel gutschreiben lassen (zwei Tore und zwei Assists). Am 24. September 2013 wurde die Unterzeichnung eines Vertrages bei den New Jersey Devils bekanntgegeben, nachdem Brunner im Trainingscamp überzeugen konnte.
Im Dezember 2014 unterschrieb Brunner einen Vertrag bis zum Ende der Saison 2018/19 beim HC Lugano und kehrte nach fast zwei Jahren in die NLA zurück. Im Mai 2018 schloss sich der Angreifer dem EHC Biel an, bei dem er zunächst einen Kontrakt bis 2020 unterzeichnete. In der Folge wurde das Arbeitspapier des Stürmers um drei Jahre und danach immer wieder um ein Jahr bis zum Sommer 2025 verlängert. Nachdem der 38-Jährige bis Ende Januar 2025 verletzungsbedingt nur sechs Partien in der Saison 2024/25 bestritten hatte, beendete er seine aktive Karriere umgehend.

### International
Brunner nahm mit der Schweizer Eishockeynationalmannschaft erstmals an der Weltmeisterschaft 2010 in Deutschland teil. Dabei belegte er mit dem Team den fünften Rang. In sieben Spielen erzielte er einen Treffer und bereitete vier weitere vor. Im Jahr 2012 nahm er erneut an der Weltmeisterschaft teil, wo er als bester Schweizer Spieler ausgezeichnet wurde und mit sieben Punkten Topscorer des Teams war.

## Erfolge und Auszeichnungen
| - 2005 Bester Torschütze der Elite-Junioren-A-Hauptrunde - 2006 Schweizer U20-Juniorenmeister mit dem EHC Kloten - 2010 NLA Media Most Improved Player - 2011 NLA Media Swiss All-Star Team - 2012 PostFinance Top Scorer - 2012 NLA Most Valuable Player - 2012 NLA Media Bester Stürmer | - 2012 NLA Media All-Star Team - 2012 NLA Media Swiss All-Star Team - 2013 NLA Media Bester Stürmer - 2013 NLA Media Lockout All-Star Team - 2022 NL Media Swiss All-Star Team - 2023 Schweizer Vizemeister mit dem EHC Biel |

## Karrierestatistik

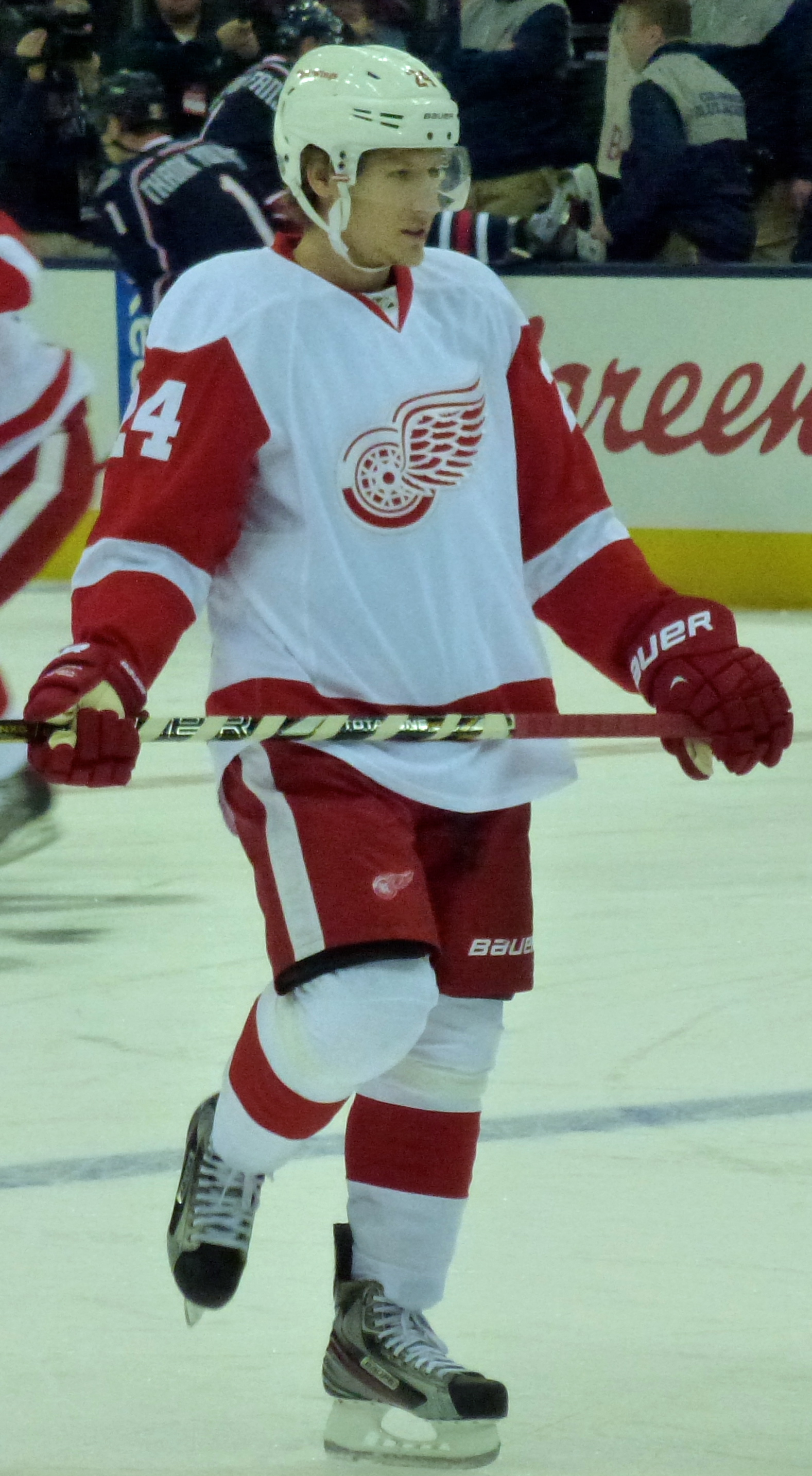
Brunner als Spieler der Detroit Red Wings (2013)

### International
Vertrat die Schweiz bei:
| - Weltmeisterschaft 2010 - Weltmeisterschaft 2012 - Olympischen Winterspielen 2014 | - Weltmeisterschaft 2014 - Weltmeisterschaft 2015 - Weltmeisterschaft 2017 |

(Legende zur Spielerstatistik: Sp oder GP = absolvierte Spiele; T oder G = erzielte Tore; V oder A = erzielte Assists; Pkt oder Pts = erzielte Scorerpunkte; SM oder PIM = erhaltene Strafminuten; +/− = Plus/Minus-Bilanz; PP = erzielte Überzahltore; SH = erzielte Unterzahltore; GW = erzielte Siegtore; 1 Play-downs/Relegation; Kursiv: Statistik nicht vollständig)